# Cantón de Douai-Norte
El cantón de Douai-Norte era una división administrativa francesa, que estaba situada en el departamento de Norte y la región de Norte-Paso de Calais.

## Composición
El cantón estaba formado por cinco comunas, más una fracción de la comuna que le daba su nombre:
- Anhiers
- Douai (fracción)
- Flines-lez-Raches
- Lallaing
- Sin-le-Noble
- Waziers

## Supresión del cantón de Douai-Norte
En aplicación del Decreto nº 2014-167 de 17 de febrero de 2014, el cantón de Douai-Norte fue suprimido el 22 de marzo de 2015 y sus 6 comunas pasaron a formar parte; tres del nuevo cantón de Sin-le-Noble, dos del nuevo cantón de Orchies y una del nuevo cantón de Douai.